# Brasilien ved sommer-OL 2012
Brasilien deltog under Sommer-OL 2012 i London som blev arrangeret i perioden 27. juli til 12. august 2012.

## Medaljer
| 2012 London | Guld | Sølv | Bronze | Total |
| Brasilien   | 3    | 5    | 9      | 17    |